# Platyoides rossi
Platyoides rossi là một loài nhện trong họ Trochanteriidae. Loài này phân bố ở Nam Phi.